# 曾得祿
曾得禄（1474年—？），字天與，湖广郧阳府郧县民籍，江西吉水县人，明朝政治人物。

## 生平
弘治十一年（1498年）戊午科湖廣鄉試第四名舉人。弘治十二年（1499年）中式己未科會試第一百七十七名，三甲第四十五名進士。性磊落，不务细瑣，厯官兵部职方主事，出镇山海关，边烽无警，及卒，衣衾仅能蔽体，著有《镇东草》。

## 家族
曾祖曾普明；祖曾辉郁；父曾泰。母楊氏。具庆下。弟得名、得寿。